# توشيكي ساكاي
توشيكي ساكاي (باليابانية: 堺 俊暉) (18 سبتمبر 1993 في أوداوارا في اليابان – )؛ هو لاعب كرة قدم ياباني سابق كان يلعب كمهاجم.

## وصلات خارجية
- توشيكي ساكاي على موقع رابطة كرة القدم اليابانية للمحترفين (اليابانية)